# Arginuzy

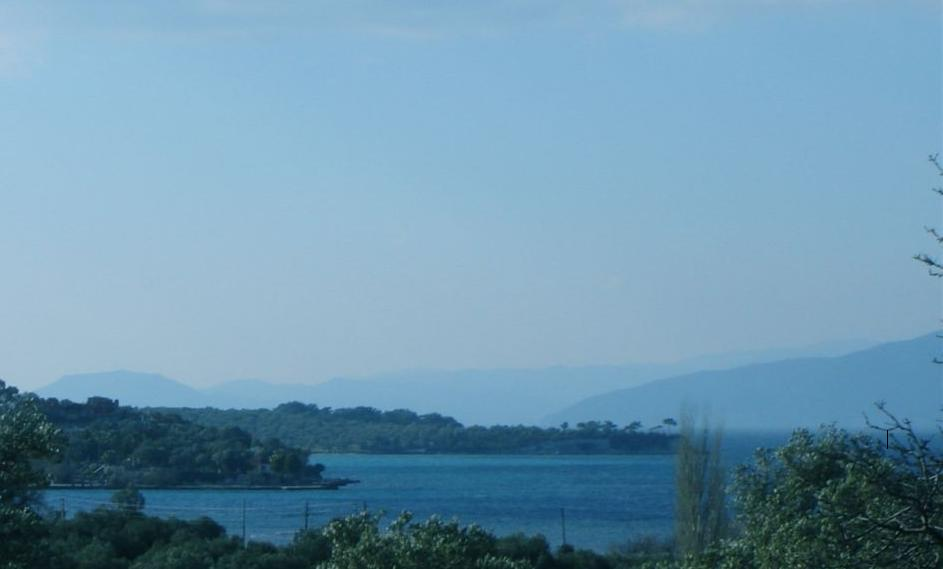
Wyspa Garip z archipelagu Arginuz w rejonie Izmiru

Arginuzy (stgr. Ἀργινούσαι, łac. Arginusae) – grupa trzech wysp na Morzu Egejskim położonych na południe od Lesbos. 
W roku 406 p.n.e., podczas wojny peloponeskiej, w ich pobliżu Ateńczycy odnieśli zwycięstwo nad Spartanami w bitwie morskiej.